# Steffany Gretzinger
Steffany Dawn Frizzell-Gretzinger (Redding, Califórnia, 8 de novembro de 1984) é uma cantora e compositora de música cristã contemporânea e vocalista do grupo Bethel Music. Ela lançou seu primeiro álbum solo The Undoing com a Bethel Music em 2014. O álbum foi considerado um lançamento inovador pela revista Billboard, alcançando o número 20 na revista Billboard 200, e também ganhou status de Top 5 entre Álbuns Cristãos Independentes em setembro de 2014.

## Vida e carreira
Steffany Gretzinger é casada com Stephen Gretzinger. Eles têm uma filha e moram em Redding, Califórnia, onde é pastor de adoração na Bethel Church. Gretzinger está envolvida no ministério de adoração desde sua infância e cresceu em um casa musical. Sua mãe, Kathy Frizell, foi envolvida com a indústria da música cristã em Nashville, Tennessee, como escritora. Kathy é atualmente uma líder de louvor na igreja Wooster Nazarene em Wooster, Ohio. O pai de Steffany, Ron Frizell, é um dos pastores associados da equipe da igreja Wooster Nazarene.
Desde 2011, Steffany trabalha principalmente como líder de adoração da Bethel Music, grupo músical da Bethel Church.
O primeiro álbum solo de Gretzinger, The Undoing, a apresentou cantando onze peças originais de louvor e adoração, acompanhadas de violão e piano, e foi lançado em agosto de 2014 pela Bethel Music. O álbum foi considerado um lançamento inovador pela revista Billboard, e apareceu na segunda posição na parada de melhores álbuns cristãos, na quinta posição na parada de Álbuns Independentes, e na vigésima posição na Billboard 200.
Em 9 de março de 2018, a Bethel Music anunciou o lançamento do segundo projeto de estúdio de Steffany Gretzinger, Blackout, lançando o primeiro single, "Save Me". O álbum foi lançado em 29 de março de 2018.

## Discografia
- The Undoing (2014)
- Blackout (2018)